# Toplița, Argeș
Toplița este un sat în comuna Mălureni din județul Argeș, Muntenia, România. Se află în Dealurile Argeșului. În localitate se află o biserică de lemn, aproximată de specialiști ca datând din secolul al XVIII-lea.